# ساشا پتشی
ساشا پتشی (انگلیسی: Sacha Petshi؛ زادهٔ ۲۱ ژوئن ۱۹۹۲) بازیکن فوتبال اهل فرانسه است.
از باشگاه‌هایی که در آن بازی کرده‌است می‌توان به باشگاه فوتبال تروا و باشگاه فوتبال بلکبرن روورز اشاره کرد.